# Athlītikos Podosfairikos Omilos Pegeias Kinyras
L'Athlītikos Podosfairikos Omilos Pegeias Kinyras (in greco: Αθλητικός Ποδοσφαιρικός Όμιλος Πέγειας Κινύρας) è stata una società calcistica cipriota di Peyia.

## Storia
Il club fu fondato nel 2003 dalla fusione di due squadre, l'APOP Peyias e il Kinyras Empas.
La storia del club comincia nella stagione 2003-2004 nella terza divisione. Terminò la stagione al 1º posto, venendo così promosso in seconda divisione. La stagione seguente la squadra si classificò al 1º posto nella seconda divisione venendo promosso nella Divisione A. La sua prima stagione in Divisione A finì con un 12º posto che fa retrocedere la squadra in Divisione B. Dopo un altro anno in Divisione B vince ancora una volta il campionato, tornando in Divisione A.
Nella stagione 2005-2006, quando il club era in Divisione A, lo stadio non soddisfaceva i criteri della Divisione A, per questo l'APOP dovette usare il Pafiako Stadium. Ora c'è in progetto di espandere lo stadio municipale di Peyia, per permettere alla squadra di giocare nella propria città.

## Colori e simboli
L'acronimo APOP corrisponde a Athlītikos Podosfairikos Omilos Pegeias (cioè Società Calcistica e Atletica di Peyia), mentre il nome Kinyras s'ispira al re Cinyras, fondatore di Pafo.
I colori sociali del club sono il giallo ed il blu.

## Strutture

### Stadio
Gli incontri casalinghi si tenevano nello Stadio Municipale Peyia.

## Palmarès

### Competizioni nazionali
- Coppa di Cipro: 1

2008-2009
- B' Katīgoria: 2

2004-2005, 2006-2007
- G' Katīgoria: 1

2003-2004

### Altri piazzamenti
- Supercoppa di Cipro:

Finalista: 2009